# Сейсмоприёмник

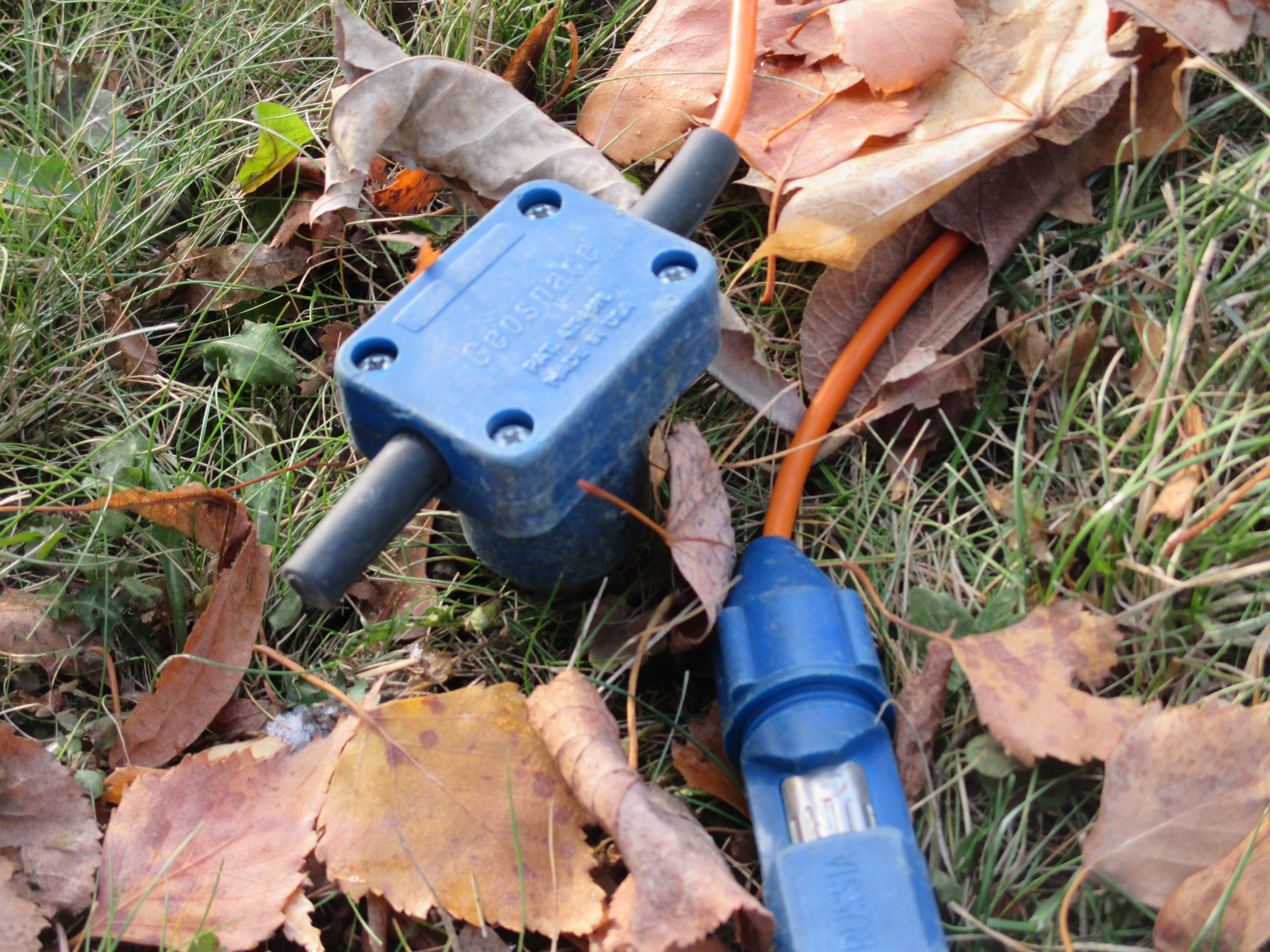

Сейсмоприёмник — это средство измерений, предназначенное для преобразования величины механических колебаний (скорости или ускорения) в электрический сигнал — ток переменного напряжения. Устаревший термин-синоним — сейсмограф. Сейсмоприёмники используются в сейсморазведке, сейсмологии, иногда — в охранных системах. Сейсмоприёмник позволяет зафиксировать время прихода упругой сейсмической волны, а также определить её динамические параметры — частоту, период, амплитуду и начальную фазу.
По конструкции различают электродинамические приёмники(геофоны) и пьезосейсмоприёмники. Первые состоят из тонкой катушки, подвешенной на пружине в поле постоянного магнита, связанного с корпусом приёмника. В силу явления инерции катушка двигается с отставанием от корпуса прибора и в ней индуцируется электрический ток. В пьезоприёмниках напряжение на выходе устройства зависит от давления, оказываемого средой на чувствительный кристалл пьезокварца.
Электродинамические приёмники применяются в наземной сейсморазведке, поэтому они получили второе название — геофоны, а пьезоприемники (гидрофоны)— в морской сейсморазведке.
Для снижения времени собственных колебаний приёмника в контур прибора встраивается система затухания. В зависимости от коэффициента затухания различают сейсмографы, велосиметры и акселерометры. Сейсмографы измеряют преимущественно уровень смещений корпуса приёмника, велосиметры — скорость, а акселерометры — ускорение смещения. Сейсмографы применяются преимущественно в сейсмологии, велосиметры и акселерометры — в сейсморазведке.

## История создания

### XIX век
В 1846 году ирландский инженером Робертом Маллетом при помощи примитивного сейсмоскопа зафиксировал колебания, вызванные взрывом заряда чёрного пороха и перенесённые сейсмической волной.

## Функциональность
Функции приёмника содержат подробную информацию о средних сейсмических скоростях в земной коре и о глубине в определённом месте. Только эти данные могут быть полезны для получения информации в конкретном месте. Но когда данные функции приёмника от одной сейсмической станции объединяются с данными от многих других станций, можно создать подробную карту глубины сейсмической скорости для большой географической области.
Эти данные можно использовать для различных целей. Их можно использовать, чтобы отмечать изменения глубины земной коры. Функции приёмника использовались, например, для обнаружения впадин в горах на юго-западе Японии. Эти данные также можно использовать для лучшего понимания землетрясений, вызывающих стихийные бедствия. Кроме того, карты сейсмических скоростей и толщины земной коры полезны в качестве исходных данных для дополнительных сейсмологических исследований.